# Mission Earth
Mission Earth è il dodicesimo album di Edgar Winter pubblicato dalla Rhino Records nel 1985 e prodotto dallo stesso Winter.

## Tracce
Lato A
1. Mission Earth – 6:50 (Ron L. Hubbard, Edgar Winter)
2. Treacherous Love – 4:32 (Ron L. Hubbard, Edgar Winter)
3. Bang-Bang – 4:22 (Ron L. Hubbard, Edgar Winter)
4. Teach Me – 3:31 (Ron L. Hubbard, Edgar Winter)

Lato B
1. Cry Out (Marching Song of the Protesters) – 4:59 (Billy Derby)
2. Just a Kid – 3:48 (Vince Santoro)
3. The Spacer's Lot – 4:39 (Ron L. Hubbard, Edgar Winter)
4. Joy City – 4:02 (Ron L. Hubbard, Edgar Winter)

## Musicisti
- Edgar Winter - sassofono tenore, sassofono soprano, sassofono alto, sampler voyetra, tastiere, accompagnamento vocale
- Billy Derby - chitarra, chitarra ritmica, accompagnamento vocale
- Barry Stein - organo hammond B-3, accordion, accompagnamento vocale
- Ron Miscavige - tromba, cornetta
- David Campbell - viola
- Bob Becker - viola
- Pavel Farkas - primo violino
- Bob Peterson - violino
- Vladimir Polimatidi - violino
- John Walz - violoncello
- Tamia Arbuckle - basso, chitarra elettrica, percussioni, effetti sonori
- Cary Ziegler - basso, accompagnamento vocale
- Vince Santoro - batteria, accompagnamento vocale
- Alì Darwich - batteria, tabla turca
- Kotto Gabal - tamburello turca
- Fernando Gamboa - percussioni, effetti sonori
- Charlie Rush - percussioni, effetti sonori
- Rick Cruzen - sintetizzatore, effetti sonori
- Monique Winter - accompagnamento vocale (brano B2)
- Steve Ambrose - accompagnamento vocale (brano B3)
- Bruce Swedien - mixed (brani A1 & A3)
- Rick Cruzen - remix (brani A1 & A3)